# Roger Le Flanchec
Pour les articles homonymes, voir Flanchec.
Roger Le Flanchec (né à Guingamp le 26 novembre 1915, mort à Trébeurden le 6 décembre 1986)  est un architecte autodidacte français.
Il est considéré comme un outsider du mouvement moderne en France. L'Institut français d'architecture lui a consacré une exposition en 1996, intitulée Roger Le Flanchec 1915-1986. Les manoirs futuristes. Le gentleman insoumis,.
Deux de ses œuvres sont inscrites au titre des monuments historiques,, tandis que deux autres ont reçu le label du Patrimoine du XXe siècle par le ministère de la Culture,.

## Biographie
Roger Le Flanchec est une figure originale du mouvement moderne en France. Dans un ouvrage de référence de l'Institut du Patrimoine, il est classé parmi les outsiders du mouvement moderne au côté de Pierre Barbe, Henry Jacques Le Même, André Bruyère et Jean-Charles Moreux.
À la mort de l'architecte, ses archives ont été déposées à l'Institut français d'architecture par la Fondation Le Corbusier, exécuteur testamentaire, .
En 1996, elle a fait l'objet d'une exposition à l’Institut français d'architecture intitulée Roger Le Flanchec 1915-1986. Les manoirs futuristes. Le gentleman insoumis.
Jusqu'en 1936,  Roger Le Flanchec travaille à Saint-Brieuc, chez Jean Fauny, architecte. 
En 1936, il fonde son propre cabinet à Trébeurden alors qu'il ne s’inscrit à
l’ordre des architectes qu'en 1947. Il construit notamment la maison Strniste à l’Île-Grande (1936-1937) dans un style néo-régionaliste proche de celui de Jean Fauny. Après la guerre, il reprend son activité d'architecte. Profondément indépendant, marginalisé par la profession, il est souvent en butte à l'administration, et n'obtient que peu de permis de construire. Les archives référencent quelque trois cents projets dont une trentaine au maximum arriveront à réalisation. Ses projets sont souvent très ambitieux. Pour la reconstruction de l'église Saint-Louis de Brest, son projet consiste en une sphère de verre de 50 m de diamètre surmontée d'une flèche pyramidale - en verre également - de 150 m de hauteur.

### Résidence Hélios

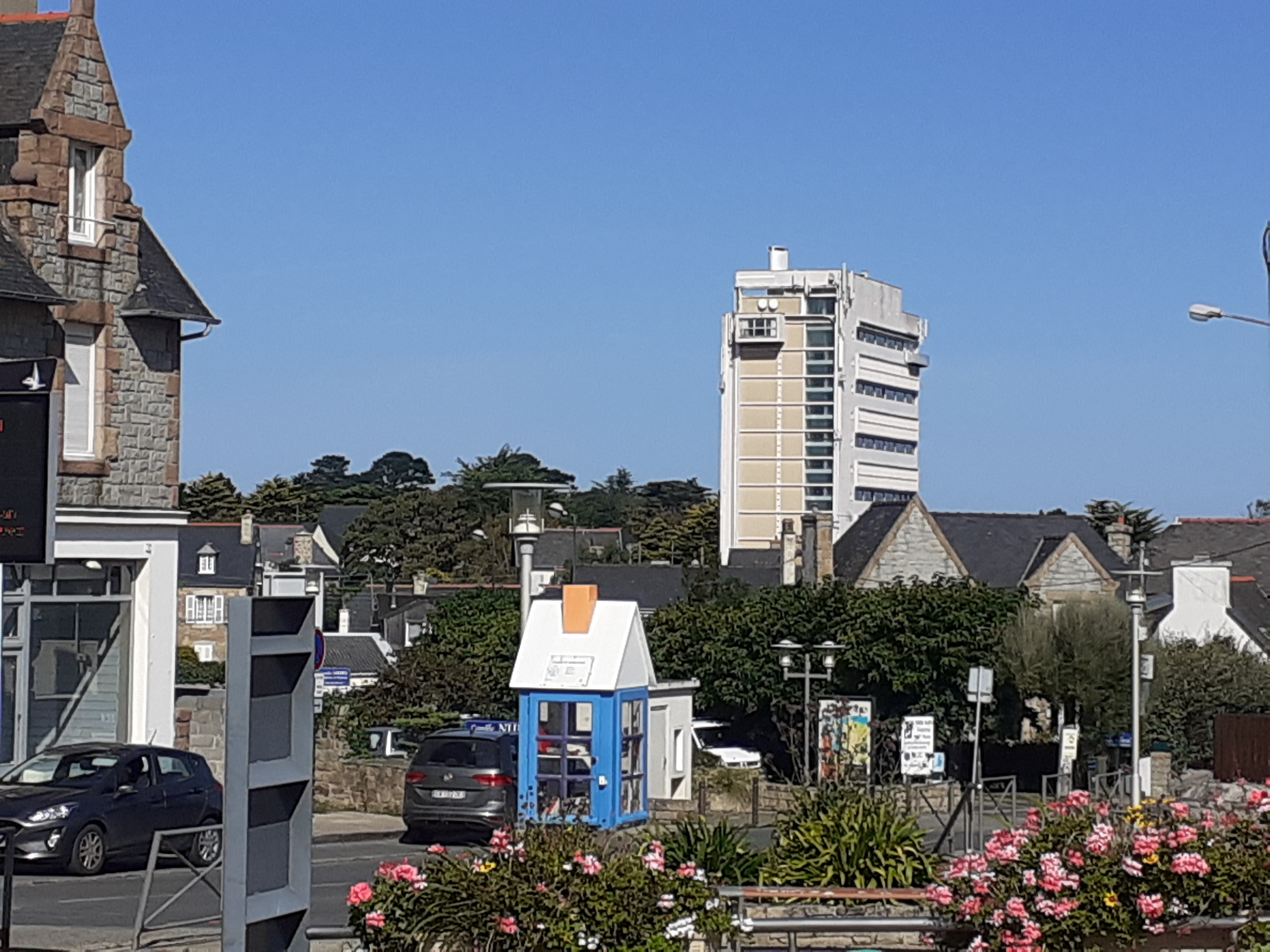
La résidence Hélios.

Profondément inspiré par l'œuvre de Le Corbusier, Roger Le Flanchec construira le seul exemple d'unité d'habitation réalisé en France, sur le modèle de la cité radieuse, hormis celles réalisées par Le Corbusier lui-même. Il s'agit de la résidence Hélios à Trébeurden. Durant le long déroulement du chantier (1950-1962), Roger Le Flanchec sera en relation par correspondance avec Le Corbusier (également à propos d'un projet d'auberge de jeunesse à l'Île-Grande illustrant le plan libre). Le projet sera retardé et modifié en raison de nombreux obstacles rencontrés localement (réduction de 2 étages, abandon de l'entrée monumentale et de la polychromie envisagée des balcons),. Si la silhouette évoque clairement la référence à Le Corbusier, de multiples détails l'en distinguent : l'échelle plus réduite, les couloirs de desserte sur la façade arrière du bâtiment au lieu du centre du bâtiment. En 1980, l'architecte s'installe sur le toit-terrasse de la résidence dans son "Inis Gwirin", île de verre en breton, initialement destiné à un restaurant, un espace libre de 135 m2 bénéficiant d'une ouverture à 180° sur la mer.
À ses détracteurs qui lui reprochaient de détériorer le paysage de la côte de granit rose, il répondait :
« Qui détruit le paysage ? Une seule construction de grande taille, ou quarante de ces maisons qui couvrent les landes et les pointes rocheuses de la côte de granit ? ».

### Maisons
C'est dans la conception de maisons particulières, dénommées manoirs futuristes dans l'exposition de 1996 à l'Institut français d'architecture, que l'architecte pourra exprimer sa créativité sans entrave. Au-delà des préceptes du mouvement moderne, il revendique une source d'inspiration dans le graphisme celtique, dans la faune et dans la flore maritime. La maison Orain a une forme de haricot aux parois de verre, comme l'appartement en terrasse de la résidence Hélios. Le toit-terrasse de la maison Kerautem est hérissé de cheminées et de canons de lumières, à la façon du chaos minéral, une ancienne carrière, sur lequel elle se fonde. La forme organique de la maison Quéré, un cône évasé tronqué (hyperboloïde) avec un plan en anneau autour d'une cour centrale, rappelle les coquillages marins. Le lien à l'architecture moderne et à ses représentants les plus connus est toujours présent : de la Ronchamp de Le Corbusier avec ses puits de lumière à la maison Kerautem, de l'alliance du béton et de la courbe dynamique dans l'esprit d'Oscar Niemeyer à la maison Quéré. Dans ces deux exemples, la connaissance du milieu naturel enrichit le projet. Dans la maison Quéré, la courbe du béton nervuré permet de canaliser les flux d'air marin dans un site particulièrement exposé. 
Une maquette de la maison Quéré fait partie d’une série de 13 maquettes de maisons particulières présentées dans la galerie moderne et contemporaine de la Cité de l'architecture et du patrimoine, au côté de la villa Majorelle d'Henri Sauvage, de la villa Garnier par Tony Garnier et du castel d'Orgeval d'Hector Guimard.

### Postérité
Le personnage de Roger Le Flanchec a inspiré à David Michael Clarke une exposition ayant pour thème la maison d'Orain en 2017.

## Principales réalisations
Les archives de Roger Le Flanchec permettent d'identifier environ 165 projets comprenant une diversité d'échelles allant d'un service de table à des projets d'urbanisme. Parmi l'ensemble de ses projets, on dénombre entre 60 et 90 réalisations. Les œuvres suivantes sont celles qui ont fait l'objet d'un recensement patrimonial, de publications ou d'expositions :
- 1936-1938 : maison Strniste, l'Île-Grande (13 rue de C'hastel-Erek), Pleumeur-Bodou[12],[26],[27],[28]
- 1938 : villa Les Primevères puis Amzer Zo, 16 rue de Traou-Meur (détruite), Trébeurden[29]

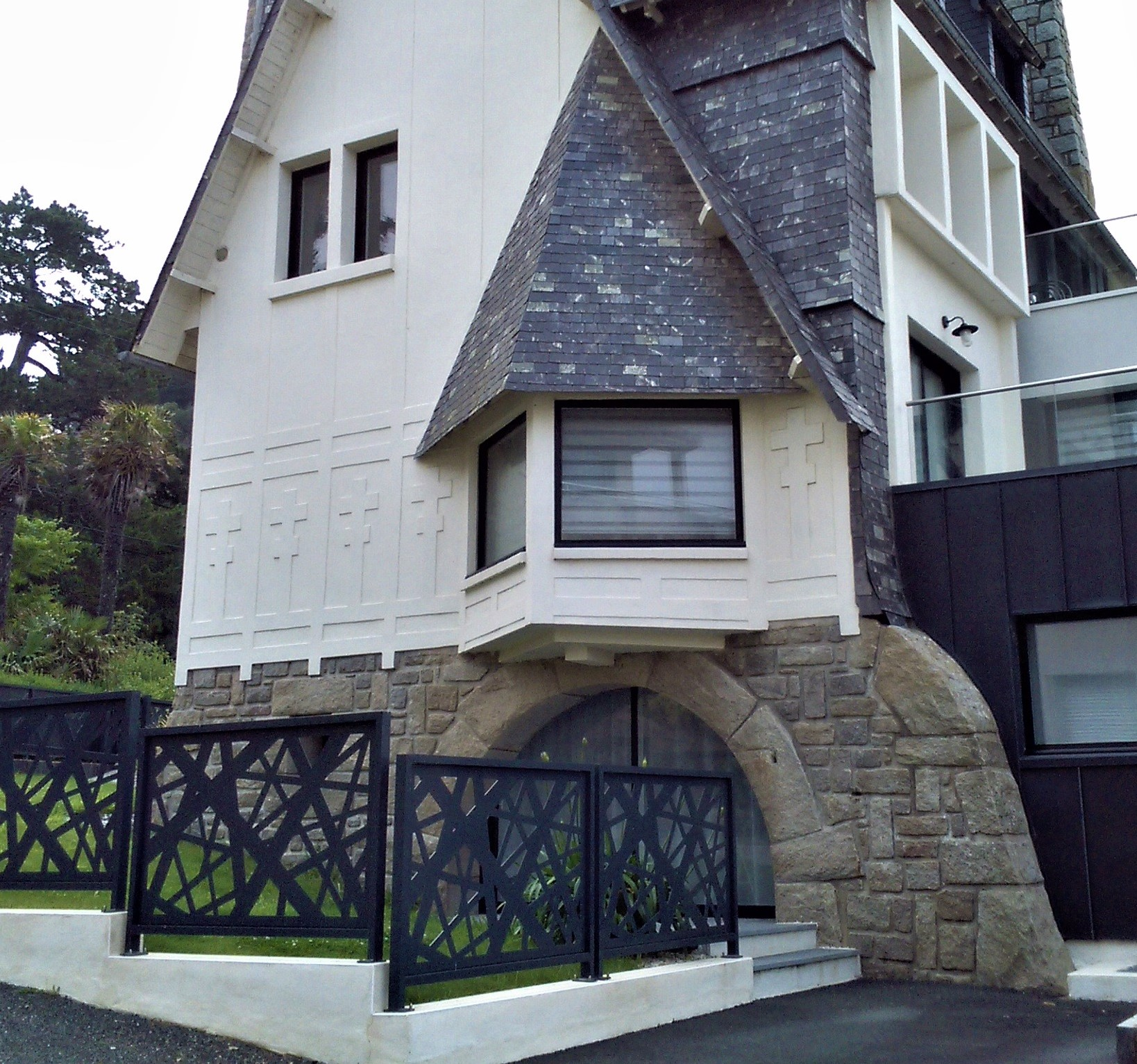
Les Fougères

- 1938-1957 : Les Fougères[30], villa à l'angle de la rue de Traou-Meur et de la traverse de Trez-Meur, Trébeurden ; commanditaire : M. Maurice Jannin, assureur à Paris

- 1946 : extension sur la villa détruite La Marjolaine[31] donnant naissance à Pors Termen, 9 allée circulaire de Lan-Kerellec ; rue des Flots, Trébeurden

- 1950-1962 : résidence Hélios, [32], Trébeurden

- 1954-1965 : maison Orain, [9], Lannion (11 rue de la Coudraie), peintures par Xavier Krebs

- 1957-1961 : presbytère, Ergué-Gabéric (rénovation et extension)

- 1965-1966 : maison Kerautem,  Inscrite MH[7], dite manoir de Lesenor, Locquénolé

- 1968-1972 : maison Le Bras, Baden[33]

- 1969-1973 : maison Quéré[34],  Inscrite MH[6],[35], Ploumoguer (297 Gwarem Poul ar Maout)